# Faith Kipyegon
Faith Chepngetich Kipyegon (ur. 10 stycznia 1994 w Bomet) – kenijska lekkoatletka specjalizująca się w biegach długich.
W roku 2010 sięgnęła wraz z koleżankami z drużyny po złoty medal przełajowych mistrzostw świata. W rywalizacji indywidualnej biegu juniorek zajęła podczas tych zawodów 4. miejsce. Rok później podczas kolejnego przełajowego czempionatu zdobyła dwa medale – złoto i srebro. Mistrzyni świata kadetek w biegu na 1500 metrów (2011). Złota medalistka mistrzostw Afryki w przełajach (2012). W tym samym roku zdobyła złoto mistrzostw świata juniorów oraz startowała na igrzyskach olimpijskich w Londynie, na których odpadła w eliminacjach biegu na 1500 metrów. Złota medalistka juniorskich zmagań podczas mistrzostw świata w przełajach z 2013. W tym samym roku zajęła 5. miejsce na mistrzostwach świata w Moskwie. Złota medalistka biegu na 1500 metrów podczas igrzysk Wspólnoty Narodów w Glasgow (2014). Srebrna medalistka mistrzostw świata w Pekinie na dystansie 1500 metrów (2015). Mistrzyni olimpijska na 1500 metrów (Rio de Janeiro 2016) i świata na tym samym dystansie (Londyn 2017). W 2019 zdobyła swój drugi srebrny medal mistrzostw świata. Dwa lata później drugi raz w karierze triumfowała na igrzyskach olimpijskich. W 2022 zdobyła swój drugi w karierze tytuł mistrzyni świata, natomiast w 2023 dołożyła dwa złote medale światowego czempionatu w biegach na dystansie 1500 oraz 5000 metrów. Reprezentowała Kenię na igrzyskach olimpijskich w Paryżu, skąd przywiozła złoto w biegu na 1500 metrów, poprawiając rekord olimpijski, natomiast na dystansie 5000 metrów zdobyła srebrny medal.
24 maja 2014 w Nassau kenijska sztafeta 4 × 1500 metrów w składzie Mercy Cherono, Kipyegon, Irene Jelagat, Hellen Obiri ustanowiła aktualny rekord świata na tym dystansie (16:33,58).
7 lipca 2024, w trakcie mityngu Diamentowej Ligi w Paryżu, poprawiła własny rekord świata w biegu na 1500 metrów.

## Rekordy życiowe
- Bieg na 1000 metrów – 2:29,15 (2020) rekord Afryki, 2. wynik w historii światowej lekkoatletyki
- Bieg na 1500 metrów – 3:48,68 (2025) rekord świata
- Bieg na milę – 4:07,64 (2023) rekord świata
- Bieg na 3000 metrów – 8:07,04 (2025) rekord Afryki, 2. wynik w historii światowej lekkoatletyki
- Bieg na 5000 metrów – 14:05,20 (2023) były rekord świata, 3. wynik w historii światowej lekkoatletyki